# Klaus-Dieter Schenk
Klaus-Dieter Schenk (* 18. Mai 1955 in Dachwig) ist ein ehemaliger deutscher Radrennfahrer und nationaler Meister im Radsport.

## Sportliche Laufbahn
Schenk begann 1967 mit dem Radsport in der BSG Traktor Elxleben. 1969 wurde er zum Leistungszentrum nach Erfurt zum SC Turbine delegiert. Sein erster Erfolg war der dritte Platz bei der DDR-Meisterschaft in der Einerverfolgung der Klasse Jugend B 1970. Schenk wurde 1975 DDR-Meister mit seinem Vereinskameraden Helmut Taudte im Zweier-Mannschaftsfahren. In jenem Jahr erhielt er eine Berufung in die DDR-Nationalmannschaft für den Start in der Olympia’s Tour, die er als 59. beendete. 1976 wurde er bei der Meisterschaft im Zweier-Mannschaftsfahren Dritter, wiederum mit Taudte als Partner. 1979 fuhr er die DDR-Rundfahrt und belegte Platz 27. Er startete für den SC Turbine Erfurt.